# Masboquera
Masboquera is een dorpje in de Spaanse provincie Tarragona, in de regio Catalonië. Het maakt deel uit van de gemeente Vandellòs i l'Hospitalet de l'Infant. Masboquera ligt in de heuvels, minder tien kilometer van de Middellandse Zeekust, op de verbindingsweg tussen L'Hospitalet de l'Infant en Vandellòs. Het telt minder dan 100 inwoners.

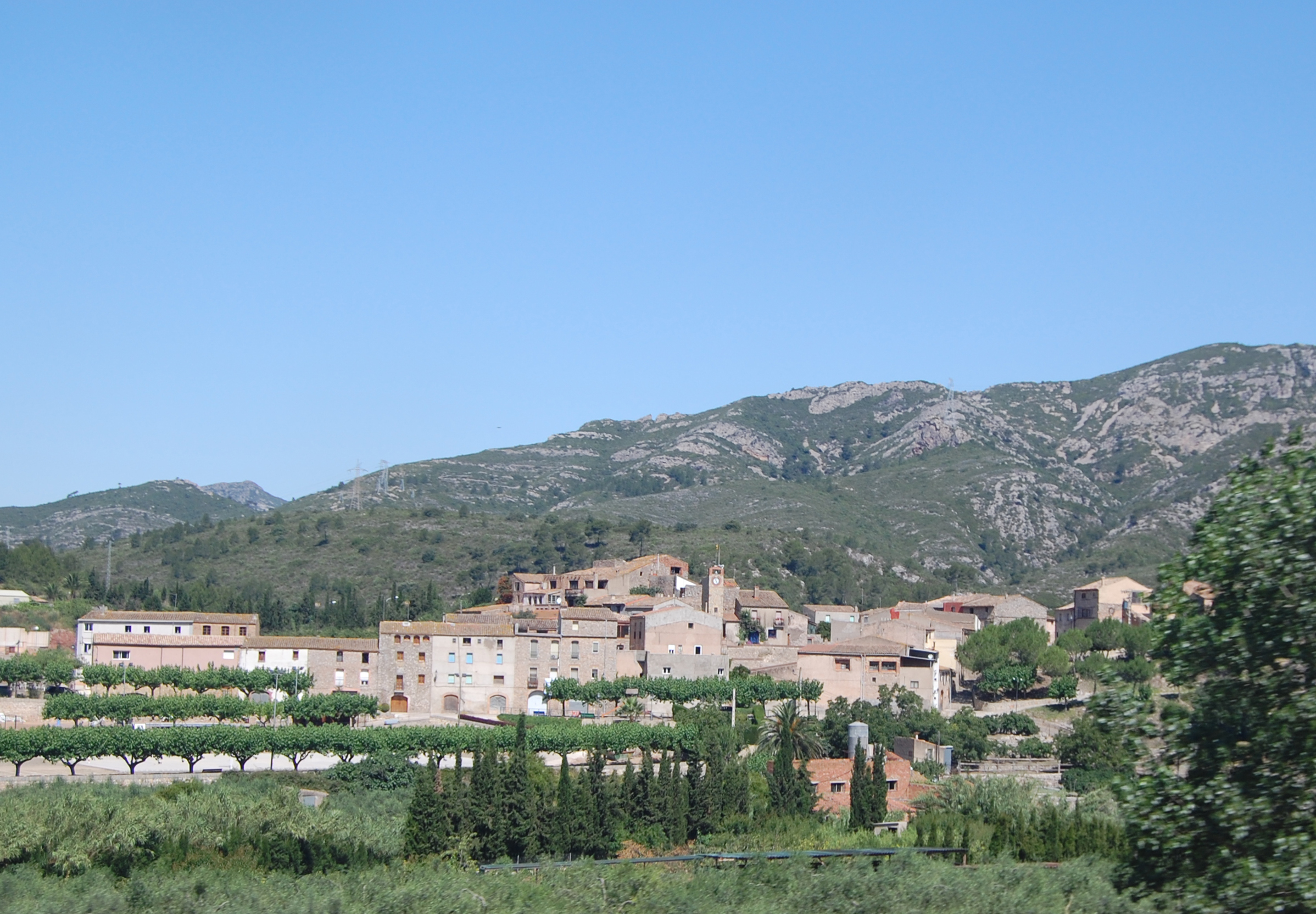
Zicht op Masboquera